# Sites mégalithiques de l'Aveyron
Le département de l'Aveyron est le premier département français par le nombre de sites mégalithiques recensés. Les dolmens (près de 800) se caractérisent par une forte concentration géographique et une très grande homogénéité architecturale. A contrario, les menhirs au sens strict y sont rares mais de nombreuses statues-menhirs y ont été découvertes. Cet ensemble mégalithique comporte plusieurs influences architecturales plus ou moins prononcées. Sa période d'édification correspond au Chalcolithique et au Bronze ancien.

## Caractéristiques du mégalithisme en Aveyron

### Une forte concentration géographique
| \| Rodez Millau Villefranche-de-Rouergue \| Localisation des sites mégalithiques dans le département de l'Aveyron. · : dolmen - : menhir - : autre site mégalithique |
| Rodez Millau Villefranche-de-Rouergue |

Les dolmens aveyronnais se caractérisent par leur concentration géographique dans les parties occidentale (Causse de Villeneuve) et centrale (Causse de Séverac) du département. Localement, on peut même observer des sous-groupes comprenant plusieurs édifices (5 à 10) espacés de quelques de dizaines de mètres seulement.
Ces groupements très denses confirment la « loi des calcaires » selon laquelle les terrains calcaires sont des terrains de prédilection des constructions mégalithiques. 92 % des dolmens du centre de l'Aveyron ont été édifiés en terrain calcaire avec des dalles calcaire. Les extractions de dalles ont été faites sur place d'autant plus souvent que certains bancs calcaires (Hettangien, Sinémurien, Bathonien) se prêtent mieux à une production de ce type de monolithe.
Côté relief, les implantations privilégient les crêtes mais rarement les points culminants et très majoritairement les pentes plutôt que les plateaux, pourtant fréquents dans l'Aveyron, pour des raisons pratiques (extraction des dalles facilitée par la pente). «Les points bas et les pentes sont généralement évités». Lorsque l'extraction de dalles se révèle impossible, d'autres modes d'inhumation apparaissent (grottes sépulcrales).
Si la présence d'une combe, d'une doline ou celle d'un cours d'eau à proximité ne conditionne pas systématiquement l'implantation d'un dolmen, la prédilection des bâtisseurs pour les zones de contact entre terrains calcaires et terrains argileux doit cependant être soulignée. Elles répondent probablement à deux nécessités : disposer des matériaux nécessaires à l'édification des ensembles mégalithiques, pouvoir cultiver la terre et y développer l'habitat.
L'antériorité peut aussi avoir joué un rôle important : des édifices plus anciens contribuent à sanctifier un site qui par la suite attirera de nouveaux monuments. Cette sacralisation du sol s'est d'ailleurs poursuivie bien au-delà de la période mégalithique comme l'attestent les nombreux tumuli satellites bien postérieurs qui sont venus se greffer à proximité immédiate d'anciens dolmens.
Tous ces critères d'implantation sont similaires à ceux qui ont pu être observés dans le Lot.

### Une grande homogénéité architecturale

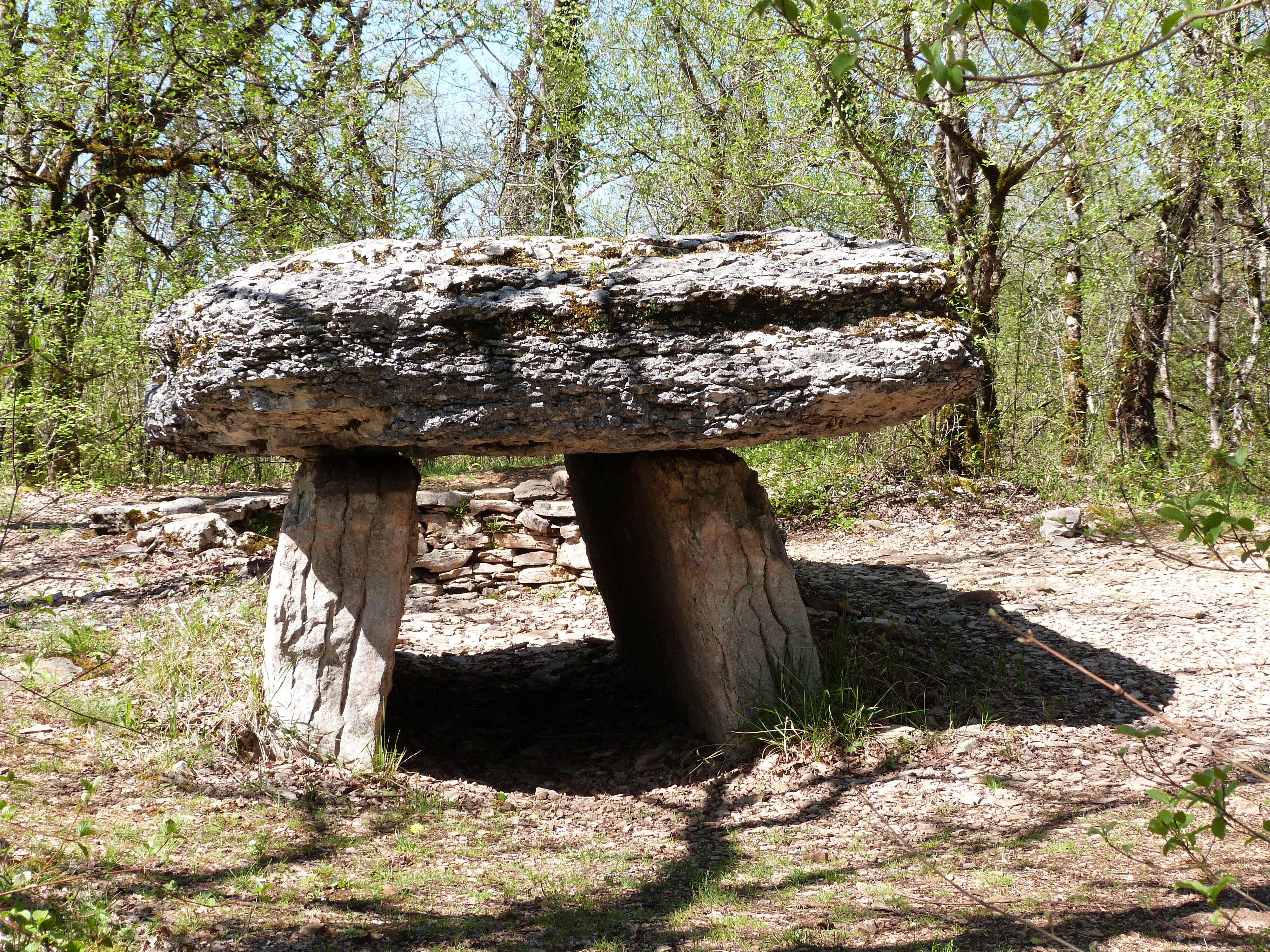
Dolmen du Bois Galtier.

Comme dans le Lot, la très grande majorité des dolmens aveyronnais sont des dolmens simples composés de deux orthostates surmontés d'une table et fermés à l'extrémité ouest par une petite dalle de chevet. Les dolmens doubles ou à vestibule sont rares. «Dans quelques rares cas, la table inclinée repose sur un seul montant».
Si les tables de couverture sont de tailles variées, rectangulaires ou ovalaires, pour autant «les tables de petite dimension sont rares». Elles sont toujours beaucoup plus épaisses que les orthostates latéraux, et ceci semble être délibéré. Elles recouvrent intégralement la chambre et dépassent même de quelques centimètres de tous les côtés.
Dans l'Aveyron, la majorité des chambres sépulcrales des dolmens s'ouvrent à l'est.
Cette grande homogénéité architecturale des dolmens aveyronnais a conduit Jean Clottes à en esquisser un «portrait-robot» : «il est fait de deux dalles latérales en calcaire local [...]. La dalle de fond est presque toujours plus basse que les supports. Elle a été placée entre les dalles latérales, ce qui détermine une chambre de longueur inférieure  [...] ouverte à l'est . Elle est rectangulaire ou légèrement trapézoïdale.».
Le département est aussi celui où l'on peut observer le plus grand nombre (38) de tumulus longs à dolmen décentré. On parle de tumulus long lorsque l'indice largeur/longueur du tumulus n'est pas inférieur à 0,66.

### Menhirs et statues-menhirs
«Tout comme dans le Lot, les menhirs sont extrêmement rares».  «Il n'y a que dans le Sud-Aveyron qu'ils ne sont pas exceptionnels». Une trentaine de mégalithes peuvent prétendre être classés dans la catégorie des menhirs, mais pour beaucoup d'entre eux la problématique de leur authenticité s'y pose dans les mêmes termes que pour ceux du département du Lot : l'absence de matériel archéologique retrouvé sur place et la banalisation des pierres ayant servi de tous temps à de multiples usages (borne routière, borne cadastrale...) doivent conduire à se garder de toute classification hâtive.

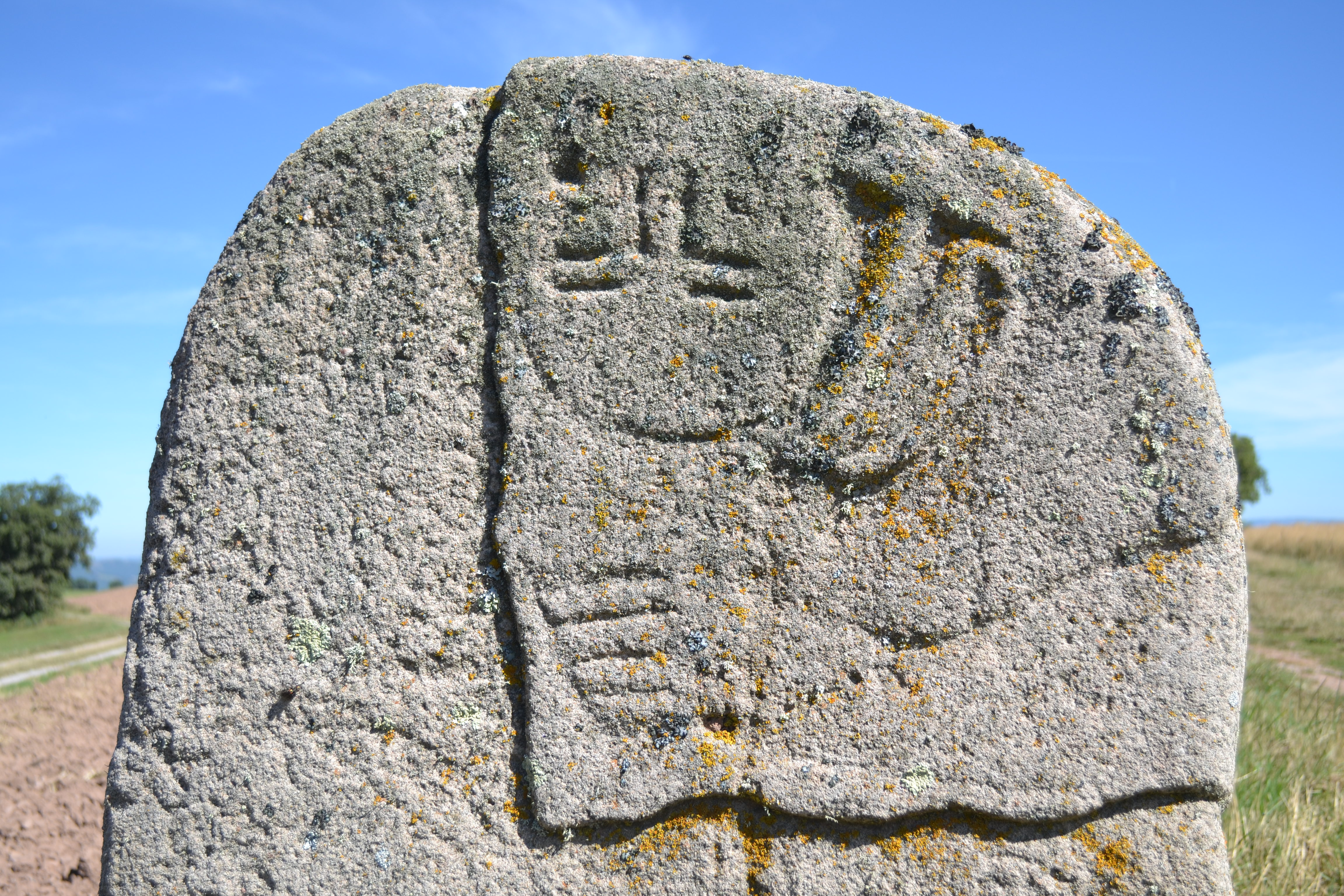
Statue-menhir du Plo de Mas de Viel.

A contrario, l'authenticité des statues-menhirs n'est pas sujette à caution même si pour la plupart la découverte n'a pas été effectuée sur le site d'implantation initial. Les 55 statues-menhirs de l'Aveyron appartiennent au groupe dit « rouergat » lui-même divisé en cinq sous-groupes. Au cas particulier, les édifices du département, implantés exclusivement dans le sud-ouest du territoire, relèvent des sous-groupes du Dourdou, du Rance et de Tauriac. Dans un souci de protection ne sont désormais visibles sur place que des copies, les originales sont conservées au musée Fenaille de Rodez (20), au musée des Antiquités Nationales de Saint-Germain-en-Laye (4), par la société archéologique du Midi de la France de Toulouse (2), au musée Damien Bec de Saint-Crépin (3), au musée François Fabié (1) ou chez des propriétaires privés.

### De multiples influences
Le mobilier retrouvé dans les dolmens aveyronnais se distingue par des caractéristiques qui traduisent autant d'influences diverses plus ou moins prononcées :
- les pointes de flèches tranchantes (caractéristiques d'une influence atlantique) sont rares[15] alors que les pointes de flèches perçantes y abondent  sous des morphologies très variées (formes foliacées, losangiques, pédonculées)[16]
- la fréquence des perles-pendeloques à pointe ou à ailettes, et d'une manière plus générale l'abondance des perles de tous types, et celle des poignards en silex du type à crans latéraux sont caractéristiques d'une identité spécifique marquée par des influences venues de l'Est[15] (Culture des Treilles)[17]
- la présence de nombreux boutons prismatiques en os à perforation en « V » est caractéristique des influences méridionales ou pyrénéennes[15].

### Toponymie et légendes
Les toponymes en langue occitane de Pèira levada (Pierre levée), Pèira fichada (Pierre fiche), Pèira Quilhada, Pèira Plantada (Pierre plantée) sont des appellations génériques encore assez fréquentes qui attestent d'une implantation ancienne ou toujours actuelle de mégalithes. Le caractère sépulcral des dolmens est parfois directement évoqué dans le toponyme comme pour Tombels dels Angleses (Tombeau des Anglais), le Tombarel (petit tombeau) ou le Sibornièr (cendrier). Ces noms évocateurs tendent pourtant à disparaître.
Curieusement, les dolmens de l'Aveyron ont laissé peu de traces dans le folklore local. Certaines légendes sont fort curieuses comme celle associée au Dolmen du Cheval du Roi qui voudrait qu'y soit enterré le cheval de Vercingétorix et celui de François Ier.

## Essai de datation
Malgré l'absence fréquente de grands tessons de céramique facilitant la datation, l'essentiel du mobilier retrouvé est attribuable au Chalcolithique (Groupe des Treilles) et au Bronze ancien, soit environ un millénaire . Le phénomène mégalithique aveyronnais est donc contemporain de celui observé dans le reste du Quercy. Pour autant, les réutilisations occasionnelles de ces dolmens ancestraux jusqu'au Moyen Âge sont avérées.

## Inventaire des mégalithes

### Recensements historiques
De tous les départements français, l'Aveyron est celui qui possède le plus de dolmens. Ce constat est opéré dès la fin du XIXe siècle :
- L'Inventaire des monuments mégalithiques de France[19] réalisé en 1880 lui attribuait : 435 dolmens, 21 menhirs, 2 cromlechs, et 1 pierre branlante;
- Adrien de Mortillet comptabilise 437 dolmens en 1901[20], et Joseph Déchelette mentionne 25 menhirs, en 1908[21];
- Fernand Niel en 1958[22] reprend les décomptes de Mortillet et Déchelette et les actualise, soit 480 dolmens et 35 menhirs;
- L'inventaire de Louis Balsan, commencé en 1936 et inachevé, recensait plus de 400 mégalithes (dolmens et menhirs) en 1971[18];
- Dans leur Inventaire des Mégalithes de France, consacré uniquement à l'ouest du département,  Jean Clottes et Claude Maurand dénombrent 91 dolmens et 2 menhirs et estiment que l'Aveyron est le département français «qui compte le plus de dolmens, probablement plus de 700»[23].

En 1998, Jacques Lourdou publie son monumental Inventaire des mégalithes du Centre de l'Aveyron et estime que le département compterait «un millier de dolmens».

### Conservation et destruction
En raison de leur ancienneté, les constructions mégalithiques ont subi les outrages du temps. Le gel constitue un redoutable déprédateur des dalles exposées (table de couverture principalement) en fonction de la qualité du matériau utilisé. Les schistes et les calcaires de l'Hettangien et du Sinémurien résistent beaucoup mieux que les calcaires du Bathonien.
Cependant, les destructions complètes sont uniquement d'origine humaine. Les réutilisations successives comme caveau funéraire, la récupération des matériaux de construction et les fouilles clandestines quand elles n'ont pas directement détruit le monument ont souvent a minima contribué à le fragiliser (exposition des orthostates sous-jacentes directement aux intempéries après déplacement ou destruction de la table, déstructuration du cairn). Les recensements opérés au XIXe siècle et au début du XXe siècle  permettent même d'indiquer que ces destructions se sont accélérées avec le développement des engins mécaniques, lors des travaux routiers et agricoles.
Ainsi, alors que le département de l'Aveyron est le premier département français par le nombre de sites mégalithiques recensés (près de 800 dolmens), moins d'une trentaine d'entre eux sont inscrits ou classés au titre des Monuments historiques.

### Inventaire non exhaustif
| Nom usuel                                | Commune                                 | Remarque | Protection | Coordonnées | Illustration                                  |
| ---------------------------------------- | --------------------------------------- | --- | --- | --- | --------------------------------------------- |
| Dolmen d'Agen-d'Aveyron                  | Agen-d'Aveyron                          | autre nom : dolmen du Bouissou | Inscrit MH (1997)                                                                                             | 44° 21′ 45″ N, 2° 40′ 30″ E |                                               |
| Dolmen d'Artières                        | Aguessac                                | | | 44° 09′ 44″ N, 3° 03′ 40″ E |                                               |
| Dolmen de Méricamp                       | Aguessac                                | | | 44° 10′ 28″ N, 3° 03′ 52″ E |                                               |
| Dolmens des Horts                        | Aguessac                                | 4 dolmens | dolmens no 1 et no 4 disparus                                                                                 | |                                               |
| Dolmen du Puech Mauriol                  | Ambeyrac                                | | | 44° 28′ 25″ N, 1° 56′ 15″ E |                                               |
| Dolmens des Aumières                     | Ambeyrac                                | 2 dolmens | | 44° 28′ 38″ N, 1° 55′ 35″ E 44° 28′ 47″ N, 1° 55′ 40″ E | Dolmens des Aumières                          |
| Dolmens du Pet                           | Ambeyrac                                | 3 dolmens | | |                                               |
| Travers de Camboulan                     | Ambeyrac                                | menhir | | 44° 29′ 36″ N, 1° 55′ 24″ E |                                               |
| Dolmen du Bois d'Alary                   | Balaguier-d'Olt                         | | | |                                               |
| Dolmen de la Bouissière                  | Balaguier-d'Olt                         | | détruit | |                                               |
| Dolmen de la Combe del Mas               | Balaguier-d'Olt                         | | | |                                               |
| Dolmen du Mas de Rénailhac               | Balaguier-d'Olt                         | | | |                                               |
| Dolmens du Cap Saint-Marty               | Balaguier-d'Olt                         | 2 dolmens | | |                                               |
| Statue-menhir de Balaguier               | Balaguier-sur-Rance                     | | Inscrit MH (2019)                                                                                             | copie : 43° 53′ 53″ N, 2° 34′ 38″ E | Statue-menhir de Balaguier (copie)            |
| Statue-menhir du Puech du Lac            | Balaguier-sur-Rance                     | | Inscrit MH (2019)                                                                                             | copie : 43° 53′ 13″ N, 2° 34′ 57″ E |                                               |
| Dolmens de Beaumescure                   | La Bastide-Pradines                     | 2 dolmens | | 44° 02′ 19″ N, 3° 04′ 16″ E 44° 02′ 13″ N, 3° 04′ 26″ E |                                               |
| Statue-menhir de Belmont                 | Belmont-sur-Rance                       | | Inscrit MH (2019)                                                                                             | copie : 43° 49′ 30″ N, 2° 44′ 57″ E | Copie de la statue-menhir                     |
| Statue-menhir de Saint-Julien            | Belmont-sur-Rance                       | | perdue | copie : 43° 50′ 17″ N, 2° 44′ 44″ E | Copie de la statue-menhir                     |
| Dolmen des Champs de la Draye            | Bertholène                              | | | 44° 25′ 31″ N, 2° 49′ 17″ E |                                               |
| Dolmen de la Devèze de Maymac            | Bertholène                              | | | |                                               |
| Dolmens des Bourines                     | Bertholène                              | 2 dolmens autre nom : dolmen du Champ de l'Église (dolmen no 1)                                                                     | Dolmen no 1 Inscrit MH (1995)                                                                                 | 44° 25′ 31″ N, 2° 48′ 36″ E 44° 25′ 36″ N, 2° 48′ 35″ E |                                               |
| Dolmen d'Aboul                           | Bozouls                                 | | ruiné | 44° 26′ 00″ N, 2° 42′ 26″ E |                                               |
| Dolmen d'Alac                            | Bozouls                                 | | ruiné | |                                               |
| Dolmen de Majorac                        | Bozouls                                 | | détruit | |                                               |
| Dolmen de la Planhe                      | Bozouls                                 | | ruiné | |                                               |
| Dolmen de Seveyrac                       | Bozouls                                 | | ruiné | 44° 26′ 52″ N, 2° 40′ 11″ E |                                               |
| Dolmen de Tabernat                       | Bozouls                                 | | détruit | |                                               |
| Dolmen de la Viguerie                    | Bozouls                                 | | ruiné | 44° 27′ 38″ N, 2° 44′ 08″ E |                                               |
| Dolmens de Crespiac                      | Bozouls                                 | 2 dolmens | 1 ruiné, 1 détruit                                                                                            | 44° 26′ 50″ N, 2° 40′ 03″ E |                                               |
| Dolmens de Grioudas                      | Bozouls et Montrozier                   | 2 dolmens à Bozouls 2 dolmens à Montrozier                                                                                          | | 44° 25′ 14″ N, 2° 42′ 18″ E 44° 25′ 16″ N, 2° 41′ 49″ E 44° 25′ 21″ N, 2° 42′ 29″ E 44° 25′ 10″ N, 2° 42′ 00″ E |                                               |
| Dolmens de Madignac                      | Bozouls                                 | 3 dolmens | Inscrit MH (1994, Dolmen n°1)                                                                                 | 44° 28′ 18″ N, 2° 45′ 48″ E |                                               |
| Dolmens des Molinières                   | Bozouls                                 | 2 dolmens | 1 ruiné, 1 détruit                                                                                            | |                                               |
| Statue-menhir de la Borie des Paulets    | Brasc                                   | | conservée au musée Fenaille de Rodez                                                                          | copie : 43° 58′ 29″ N, 2° 37′ 33″ E | Statue-menhir de la Borie des Paulets (copie) |
| Statue-menhir de la Coste                | Broquiès                                | | conservée au musée Fenaille de Rodez                                                                          | copie : 44° 01′ 21″ N, 2° 40′ 49″ E |                                               |
| Statue-menhir de Crays                   | Brousse-le-Château                      | | Inscrit MH (2019)                                                                                             | copie : 44° 00′ 19″ N, 2° 37′ 33″ E |                                               |
| Statues-menhirs du Mas Capelier          | Calmels-et-le-Viala                     | 2 statues-menhirs | 1 disparue 1 conservée au musée d'Archéologie nationale                                                       | 43° 58′ 31″ N, 2° 44′ 34″ E | Statue Menhir du Mas Capelier                 |
| Statue-menhir des Maurels                | Calmels-et-le-Viala                     | | conservée au musée Fenaille de Rodez                                                                          | copie : 43° 57′ 40″ N, 2° 44′ 22″ E | Statue-menhir des Maurels (copie)             |
| Statue-menhir de Philippes               | Camarès                                 | | | |                                               |
| Dolmen de Campagnac                      | Campagnac                               | réaménagé en cabane de berger | | 44° 24′ 53″ N, 3° 05′ 01″ E |                                               |
| Dolmen du Grand Viala                    | Campagnac                               | | | |                                               |
| Dolmen du Monnet                         | Campagnac                               | | | |                                               |
| Dolmen du Viala                          | Campagnac                               | | | 44° 25′ 00″ N, 3° 04′ 16″ E |                                               |
| Dolmens d'Aiguevive                      | Campagnac                               | 2 dolmens | dolmen no 2 disparu                                                                                           | 44° 25′ 32″ N, 3° 03′ 47″ E |                                               |
| Dolmens de Caumels                       | Campagnac                               | 7 dolmens | dolmen no 4 disparu                                                                                           | |                                               |
| Dolmen du Causse Blanc                   | Capdenac-Gare                           | autre nom : dolmen de la Garrigue                                                                                                   | | |                                               |
| Dolmen de Bouy                           | La Capelle-Balaguier                    | | | |                                               |
| Dolmen de Combemousseuse                 | La Capelle-Balaguier                    | | | 44° 25′ 39″ N, 1° 54′ 28″ E | Dolmen de Combemousseuse                      |
| Dolmen de Croufel                        | La Capelle-Balaguier                    | | | 44° 25′ 40″ N, 1° 55′ 02″ E |                                               |
| Dolmen de Glèbes                         | La Capelle-Balaguier                    | autres noms : Péchou, La Bartasse                                                                                                   | | 44° 27′ 04″ N, 1° 55′ 18″ E |                                               |
| Dolmen de Peyrofic                       | La Capelle-Balaguier                    | | | 44° 25′ 37″ N, 1° 55′ 02″ E |                                               |
| Dolmen des Pouzets                       | La Capelle-Balaguier                    | autre nom : dolmen de Coublatous | | 44° 25′ 55″ N, 1° 55′ 05″ E |                                               |
| Dolmens du Pech de la Guise              | La Capelle-Balaguier et Ols-et-Rinhodes | 2 dolmens | | |                                               |
| Dolmen des Calcines                      | Castelnau-Pégayrols                     | | | 44° 08′ 04″ N, 2° 59′ 02″ E |                                               |
| Dolmen de Castelnau                      | Castelnau-Pégayrols                     | | | |                                               |
| Dolmen de la Grangette                   | Castelnau-Pégayrols                     | | | 44° 07′ 18″ N, 2° 58′ 19″ E |                                               |
| Dolmens des Bouscaillous                 | Castelnau-Pégayrols                     | 3 dolmens | | 44° 08′ 33″ N, 3° 00′ 30″ E 44° 08′ 40″ N, 3° 00′ 24″ E 44° 08′ 38″ N, 3° 00′ 24″ E |                                               |
| Dolmens du Joug                          | Castelnau-Pégayrols                     | 3 dolmens | | 44° 08′ 18″ N, 2° 59′ 15″ E |                                               |
| Dolmens et menhirs de Navas              | Castelnau-Pégayrols                     | 7 dolmens 2 menhirs probables | | 44° 06′ 48″ N, 2° 58′ 15″ E 44° 06′ 50″ N, 2° 57′ 59″ E 44° 06′ 58″ N, 2° 57′ 34″ E 44° 07′ 03″ N, 2° 57′ 11″ E 44° 06′ 55″ N, 2° 58′ 43″ E 44° 06′ 46″ N, 2° 58′ 18″ E 44° 06′ 49″ N, 2° 58′ 01″ E 44° 06′ 42″ N, 2° 58′ 15″ E                             |                                               |
| Dolmens de Rouviaguet                    | Castelnau-Pégayrols                     | 3 dolmens | 1 détruit | 44° 08′ 24″ N, 2° 56′ 43″ E 44° 08′ 22″ N, 2° 57′ 03″ E |                                               |
| Dolmen du Bois de Cassanus               | Causse-et-Diège                         | coffre funéraire douteux | | |                                               |
| Tombeau des Anglais                      | Causse-et-Diège                         | dolmen | | |                                               |
| Dolmen de la Fabière                     | La Cavalerie                            | | Classé MH (1889)                                                                                              | 44° 01′ 04″ N, 3° 09′ 25″ E |                                               |
| Dolmen de Jonquet                        | La Cavalerie                            | | | 44° 01′ 20″ N, 3° 08′ 42″ E |                                               |
| Menhir du Cavet                          | La Cavalerie                            | | | 43° 59′ 10″ N, 3° 12′ 44″ E |                                               |
| Menhir de la Couvertoirade               | La Cavalerie                            | | | |                                               |
| Menhir de Lestournel                     | La Cavalerie                            | | | |                                               |
| Menhir de Montrepos                      | La Cavalerie                            | | | 44° 01′ 21″ N, 3° 13′ 29″ E |                                               |
| Dolmen de l'Arbussel                     | Le Clapier                              | | | 43° 50′ 00″ N, 3° 09′ 28″ E |                                               |
| Dolmen de Claparèdes                     | Le Clapier                              | | | 43° 50′ 38″ N, 3° 07′ 38″ E |                                               |
| Dolmen de la Billorgue                   | Colombiès                               | | | 44° 22′ 01″ N, 2° 20′ 38″ E |                                               |
| Statue-menhir de Lucante                 | Combret                                 | | Inscrit MH (2019)                                                                                             | copie : 43° 49′ 06″ N, 2° 41′ 46″ E | Copie de la statue-menhir de Lucante (verso)  |
| Statue-menhir de Saint-Léonce            | Combret                                 | | conservée au musée Fenaille de Rodez                                                                          | copie : 43° 51′ 28″ N, 2° 40′ 22″ E | Statue-menhir de Sainte-Léonce (copie)        |
| Statue-menhir de Serres                  | Combret                                 | | Inscrit MH (2019)                                                                                             | copie : 43° 49′ 31″ N, 2° 42′ 12″ E | Copie de la statue-menhir de Serres (recto)   |
| Dolmen de Comprégnac                     | Comprégnac                              | | | 44° 05′ 29″ N, 2° 57′ 07″ E |                                               |
| Dolmen de Thérondels                     | Comprégnac                              | | | 44° 06′ 13″ N, 2° 59′ 13″ E |                                               |
| Dolmens de Brocuéjouls                   | Comprégnac et Millau                    | 2 dolmens | | 44° 05′ 35″ N, 3° 00′ 45″ E 44° 05′ 41″ N, 3° 00′ 47″ E |                                               |
| Dolmens de Peyre                         | Comprégnac                              | 3 dolmens | | 44° 05′ 18″ N, 2° 59′ 20″ E 44° 05′ 17″ N, 2° 59′ 19″ E 44° 05′ 11″ N, 2° 59′ 19″ E |                                               |
| Dolmen de la Gruelle                     | Cornus                                  | | | 43° 54′ 39″ N, 3° 13′ 33″ E |                                               |
| Dolmen de Montabidès                     | Cornus                                  | | | 43° 52′ 43″ N, 3° 14′ 55″ E |                                               |
| Dolmen des Prévenquières                 | Cornus                                  | | | 43° 55′ 00″ N, 3° 11′ 51″ E |                                               |
| Menhir de Canals                         | Cornus                                  | | | 43° 52′ 30″ N, 3° 14′ 30″ E |                                               |
| Menhir de Montabidès                     | Cornus                                  | | | 43° 52′ 37″ N, 3° 15′ 05″ E |                                               |
| Dolmen de Couriac                        | Les Costes-Gozon                        | | détruit | |                                               |
| Dolmen des Esclots                       | Les Costes-Gozon                        | | | 44° 01′ 19″ N, 2° 51′ 10″ E |                                               |
| Dolmen du Puech Lagarde                  | Les Costes-Gozon                        | | détruit | |                                               |
| Dolmen du Rajal                          | Les Costes-Gozon                        | | | 44° 00′ 22″ N, 2° 49′ 46″ E |                                               |
| Dolmen de la Serre                       | Les Costes-Gozon                        | | | 44° 00′ 54″ N, 2° 49′ 31″ E |                                               |
| Dolmen des Terres de Vabres              | Les Costes-Gozon                        | | | |                                               |
| Dolmen du Trémoulas                      | Les Costes-Gozon                        | | | |                                               |
| Statue-menhir de Castor                  | Coupiac                                 | | | |                                               |
| Statue-menhir de Monteillet              | Coupiac                                 | | Inscrit MH (2019)                                                                                             | 43° 56′ 03″ N, 2° 35′ 09″ E | Statue-menhir de Monteillet                   |
| Statue-menhir de la Prade                | Coupiac                                 | | conservée au musée Fenaille de Rodez                                                                          | 43° 57′ 09″ N, 2° 36′ 08″ E | Copie de la statue-menhir de la Prade (verso) |
| Statues-menhirs de Réganel               | Coupiac                                 | 3 statues-menhirs | collection particulière                                                                                       | 43° 57′ 50″ N, 2° 37′ 03″ E | Copie de la statue-menhir de Réganel n°2      |
| Dolmen de Cazejourdes                    | La Couvertoirade                        | | | 43° 56′ 55″ N, 3° 17′ 49″ E |                                               |
| Dolmen de la Ferrière                    | La Couvertoirade                        | | | 43° 57′ 06″ N, 3° 17′ 10″ E | Dolmen de la Ferrière                         |
| Dolmen des Fourques                      | La Couvertoirade                        | | | 43° 54′ 04″ N, 3° 19′ 07″ E | Dolmen des Fourques                           |
| Dolmen de Montaymat                      | La Couvertoirade                        | | | 43° 54′ 06″ N, 3° 18′ 55″ E | Dolmen de Montaymat                           |
| Dolmen de la Portalerie                  | La Couvertoirade                        | | | 43° 57′ 28″ N, 3° 17′ 01″ E |                                               |
| Dolmen du Puech de la Matte              | La Couvertoirade                        | | | 43° 56′ 10″ N, 3° 17′ 59″ E |                                               |
| Dolmen de Serre Plumat                   | La Couvertoirade                        | autre nom dolmen de la Négladière                                                                                                   | | 43° 53′ 53″ N, 3° 19′ 29″ E | Dolmen de Serre Plumat                        |
| Dolmens de Viste                         | La Couvertoirade                        | 2 dolmens | | 43° 54′ 40″ N, 3° 18′ 30″ E 43° 54′ 34″ N, 3° 18′ 31″ E | Dolmen de Viste n°2                           |
| Menhir de Fontaural                      | La Couvertoirade                        | | | 43° 53′ 42″ N, 3° 15′ 33″ E |                                               |
| Menhir du Planas                         | La Couvertoirade                        | | | 43° 53′ 35″ N, 3° 20′ 11″ E |                                               |
| Menhir du Mont Merdous                   | La Couvertoirade                        | | | 43° 54′ 09″ N, 3° 18′ 03″ E |                                               |
| Menhir de Montaymat                      | La Couvertoirade                        | | | 43° 54′ 01″ N, 3° 18′ 44″ E | Menhir de Montaymat                           |
| Dolmen du Boundoulaou                    | Creissels                               | | | 44° 04′ 00″ N, 3° 03′ 28″ E |                                               |
| Dolmen de la Case des Géants             | Creissels                               | | | 44° 04′ 09″ N, 3° 01′ 11″ E |                                               |
| Dolmens de Brunas                        | Creissels                               | 2 dolmens | | 44° 04′ 27″ N, 3° 04′ 23″ E 44° 04′ 24″ N, 3° 04′ 54″ E |                                               |
| Dolmen de Sonnac                         | La Cresse                               | | | 44° 10′ 43″ N, 3° 09′ 34″ E |                                               |
| Dolmen de la Cau                         | Druelle Balsac                          | | | 44° 24′ 23″ N, 2° 28′ 32″ E |                                               |
| Menhir de la Carradie                    | Durenque                                | menhir chistianisé ? | | 44° 05′ 51″ N, 2° 36′ 04″ E |                                               |
| Statue-menhir de Durenque                | Durenque                                | | Inscrit MH (2019)                                                                                             | conservée au musée François Fabié | Statue-menhir de Durenque                     |
| Statue-menhir du Planet                  | Fayet                                   | | Inscrit MH (2019)                                                                                             | conservée à l'espace archéologique départemental de Montrozier |                                               |
| Dolmen du Cloup de Rhines                | Foissac                                 | | | 44° 29′ 53″ N, 1° 59′ 47″ E |                                               |
| Dolmen du Couderc                        | Foissac                                 | | dolmen détruit ?                                                                                              | |                                               |
| Dolmen du Mas de Pradié                  | Foissac                                 | | détruit | |                                               |
| Dolmens des Garrigues                    | Foissac                                 | 2 dolmens | | 44° 29′ 50″ N, 2° 00′ 05″ E 44° 29′ 54″ N, 2° 00′ 06″ E |                                               |
| Dolmens des Jonades                      | Foissac                                 | 2 dolmens | | 44° 30′ 16″ N, 1° 59′ 55″ E 44° 30′ 08″ N, 1° 59′ 57″ E |                                               |
| Dolmens des Places                       | Foissac                                 | 4 dolmens autres noms : le dolmen des Places n°1 est aussi appelé dolmen de La Grave ou du Pech de Cérols ou de Lintillac au Grésal | | 44° 29′ 58″ N, 1° 59′ 30″ E 44° 29′ 56″ N, 1° 59′ 35″ E 44° 30′ 00″ N, 1° 59′ 38″ E 44° 29′ 59″ N, 1° 59′ 34″ E |                                               |
| La Maison des Fées                       | Gabriac                                 | dolmen | | |                                               |
| Dolmen de Lespinasse                     | Gaillac-d'Aveyron                       | | Classé MH (1989)                                                                                              | 44° 21′ 01″ N, 2° 55′ 54″ E |                                               |
| Dolmens de Gagnac                        | Gaillac-d'Aveyron                       | 3 dolmens autre nom : dolmen de Balatos (dolmen no 1)                                                                               | 1 disparu | 44° 22′ 17″ N, 2° 53′ 53″ E 44° 22′ 30″ N, 2° 52′ 45″ E |                                               |
| Dolmens de Lugans                        | Gaillac-d'Aveyron                       | 2 dolmens | | 44° 22′ 08″ N, 2° 54′ 10″ E 44° 22′ 06″ N, 2° 52′ 51″ E |                                               |
| Dolmens de Saplous                       | Gaillac-d'Aveyron                       | 3 dolmens confusion avec le dolmen de la Vernhiette                                                                                 | Dolmen no 2 · Inscrit MH (1995) · Classé MH (1989)                                                            | 44° 21′ 50″ N, 2° 56′ 59″ E 44° 22′ 01″ N, 2° 56′ 54″ E 44° 21′ 37″ N, 2° 56′ 49″ E |                                               |
| Dolmen du Puech Baylet                   | Gissac                                  | | | 43° 53′ 36″ N, 2° 53′ 07″ E |                                               |
| Dolmen de la Serre                       | Goutrens                                | | Inscrit MH (1994)                                                                                             | 44° 26′ 37″ N, 2° 23′ 47″ E | Dolmen de la Serre                            |
| Dolmen du Champ de Cuye                  | Laissac-Sévérac l'Église                | | | |                                               |
| Dolmen du Roc de la Baume                | Laissac-Sévérac l'Église                | | | |                                               |
| Dolmens des Cayroules                    | Laissac-Sévérac l'Église                | 2 dolmens | Dolmen no 1 · Inscrit MH (1995)                                                                               | 44° 22′ 12″ N, 2° 51′ 57″ E 44° 22′ 09″ N, 2° 52′ 21″ E |                                               |
| Dolmens des Grèzes                       | Laissac-Sévérac l'Église                | 3 dolmens | | |                                               |
| Dolmen du Devez de la Baume,             | Lapanouse-de-Cernon                     | | | 44° 01′ 15″ N, 3° 07′ 14″ E |                                               |
| Statue-menhir de la Bastide              | Laval-Roquecezière                      | | | |                                               |
| Statue-menhir de Montvallon              | Laval-Roquecezière                      | | Inscrit MH (2019)                                                                                             | conservée au musée Damien Bec 43° 48′ 24″ N, 2° 38′ 24″ E |                                               |
| Statue-menhir du Plo du Roi              | Laval-Roquecezière                      | | | conservée au musée Damien Bec 43° 48′ 24″ N, 2° 38′ 24″ E |                                               |
| Statue-menhir de Saint-Maurice d'Orient  | Laval-Roquecezière                      | | conservée au musée Fenaille de Rodez                                                                          | 43° 51′ 14″ N, 2° 37′ 29″ E | Statue-menhir de St Maurice d'Orient          |
| Chaval del Rey                           | Lescure-Jaoul                           | dolmen | | 44° 13′ 03″ N, 2° 08′ 44″ E |                                               |
| Dolmen de la Peyrelevade                 | Lestrade-et-Thouels                     | autre nom : dolmen de Mas Viala | | 44° 02′ 27″ N, 2° 40′ 57″ E |                                               |
| Dolmen de Saint-Louis                    | Lestrade-et-Thouels                     | | | 44° 04′ 53″ N, 2° 41′ 57″ E |                                               |
| Dolmen de Cayssac 1                      | La Loubière                             | | Classé MH (1989)                                                                                              | |                                               |
| Menhirs de Lunac                         | Lunac                                   | alignement de 3 menhirs | | 44° 14′ 13″ N, 2° 05′ 48″ E |                                               |
| Dolmen de Barthas de Bouillac            | Martiel                                 | | | |                                               |
| Dolmen du Bois de Galtier                | Martiel                                 | | Classé MH (1889)                                                                                              | 44° 24′ 31″ N, 1° 54′ 18″ E |                                               |
| Dolmen du Causse du Prunier              | Martiel                                 | | | |                                               |
| Dolmen des Champs Grands                 | Martiel                                 | | | 44° 24′ 46″ N, 1° 53′ 00″ E |                                               |
| Dolmen des Couaylles                     | Martiel                                 | | | 44° 23′ 59″ N, 1° 55′ 01″ E |                                               |
| Dolmen de Marie-Gaillard                 | Martiel                                 | autre nom : Les Teyssounières | Classé MH (1978)                                                                                              | 44° 24′ 36″ N, 1° 52′ 39″ E |                                               |
| Dolmen du Puech d'Alès                   | Martiel                                 | autre nom : dolmen de Péchalet | | |                                               |
| Dolmen du Puech d'Elves                  | Martiel                                 | | détruit | |                                               |
| Dolmen du Puech de la Pruneyrie          | Martiel                                 | | | |                                               |
| Dolmen du Puech Redon                    | Martiel                                 | | | 44° 24′ 50″ N, 1° 53′ 10″ E |                                               |
| Dolmen du Puech de Saint-Clair           | Martiel                                 | autre nom : La Sole, | | |                                               |
| Dolmen de Souloumbradou                  | Martiel                                 | | | |                                               |
| Dolmens du Bois del Rey                  | Martiel                                 | 2 dolmens autre nom : dolmens du Bois de Margues                                                                                    | | 44° 24′ 29″ N, 1° 54′ 21″ E |                                               |
| Dolmens du Devès                         | Martiel                                 | 3 dolmens | Dolmen no 2 · Classé MH (1978)                                                                                | Dolmen no 1 : 44° 25′ 12″ N, 1° 54′ 33″ E Dolmen no 2 : 44° 25′ 01″ N, 1° 54′ 43″ E |                                               |
| Dolmens du Devès des Gleyettes           | Martiel                                 | 2 dolmens | | Dolmen no 1 : 44° 24′ 39″ N, 1° 54′ 23″ E Dolmen no 2 : 44° 24′ 49″ N, 1° 54′ 23″ E |                                               |
| Dolmens du Puech Mort                    | Martiel                                 | 2 dolmens | | 44° 25′ 14″ N, 1° 54′ 39″ E 44° 25′ 20″ N, 1° 54′ 38″ E |                                               |
| Dolmens du Puech de Prune                | Martiel                                 | 2 dolmens, | | |                                               |
| Dolmens des Rosiers                      | Martiel                                 | 3 dolmens, | | |                                               |
| Dolmens des Rousiès                      | Martiel                                 | 2 dolmens | | 44° 24′ 15″ N, 1° 54′ 04″ E 44° 24′ 11″ N, 1° 54′ 16″ E |                                               |
| Tombeau des Anglais                      | Martiel                                 | dolmen autre nom : Le Bosc Nègre | | 44° 24′ 24″ N, 1° 53′ 17″ E |                                               |
| Statue-menhir de Jouvayrac               | Martrin                                 | | | copie : 43° 56′ 53″ N, 2° 36′ 47″ E | Statue-menhir de Jouvayrac (copie)            |
| Statue-menhir de La Raffinié             | Martrin                                 | | conservée au musée Fenaille de Rodez                                                                          | 43° 54′ 44″ N, 2° 37′ 51″ E | Statue-menhir de la Raffinié                  |
| Dolmen de Betpaumes                      | Millau                                  | | | 44° 09′ 00″ N, 3° 07′ 52″ E |                                               |
| Dolmen de Brusque                        | Millau                                  | | | 44° 04′ 44″ N, 3° 09′ 31″ E |                                               |
| Dolmen de la Cadénède                    | Millau                                  | | | 44° 06′ 06″ N, 3° 01′ 50″ E |                                               |
| Dolmen de Durquiez                       | Millau                                  | | détruit vers 1950                                                                                             | |                                               |
| Dolmen des Fialets                       | Millau                                  | | détruit vers 1950                                                                                             | |                                               |
| Dolmen de la Gardiolle                   | Millau                                  | | | 44° 04′ 15″ N, 3° 07′ 36″ E |                                               |
| Dolmen du Mas de Bru                     | Millau                                  | | | 44° 04′ 38″ N, 3° 09′ 10″ E |                                               |
| Dolmen de Potensac                       | Millau                                  | | | 44° 04′ 25″ N, 3° 07′ 31″ E |                                               |
| Dolmen de Saint-Jean                     | Millau                                  | autre nom : dolmen de Thérondels | | |                                               |
| Dolmens de Combet                        | Millau                                  | 2 dolmens | | 44° 04′ 18″ N, 3° 05′ 41″ E 44° 04′ 13″ N, 3° 05′ 25″ E |                                               |
| Dolmens de Duéjouls                      | Millau                                  | 5 dolmens autre nom : Le Patriarche (dolmen no 1)                                                                                   | | Dolmen no 1 : 44° 09′ 05″ N, 3° 02′ 03″ E |                                               |
| Dolmens de Saint-Martin-du-Larzac        | Millau                                  | 5 dolmens | Dolmen no 3 · Inscrit MH (1998)                                                                               | 44° 04′ 36″ N, 3° 10′ 01″ E 44° 04′ 36″ N, 3° 10′ 05″ E 44° 04′ 36″ N, 3° 10′ 07″ E 44° 04′ 09″ N, 3° 09′ 49″ E |                                               |
| Dolmens du Seq                           | Millau                                  | 3 dolmens | | 44° 03′ 34″ N, 3° 12′ 56″ E 44° 03′ 33″ N, 3° 13′ 00″ E 44° 03′ 32″ N, 3° 12′ 53″ E |                                               |
| Dolmens de Soulobres                     | Millau                                  | 4 dolmens | 3 détruits | 44° 06′ 55″ N, 3° 00′ 59″ E |                                               |
| Statue-menhir de Cénomes                 | Montagnol                               | | conservée au musée Fenaille de Rodez                                                                          | 43° 48′ 09″ N, 3° 01′ 08″ E |                                               |
| Statue-menhir de la Verrière             | Montagnol                               | | conservée au musée Fenaille de Rodez                                                                          | 43° 51′ 08″ N, 3° 00′ 13″ E |                                               |
| Dolmens du Pré Carré                     | Montclar                                | 2 dolmens | | |                                               |
| Statue-menhir de Saint-Jean l'Hôpital    | Montclar                                | | | 43° 58′ 39″ N, 2° 37′ 45″ E | Statue-menhir (copie) de St Jean de l'Hôpital |
| Dolmen de Jonquayrolles                  | Montjaux                                | | | 44° 06′ 50″ N, 2° 52′ 33″ E |                                               |
| Dolmens de Concoules                     | Montjaux                                | 6 dolmens autre nom : dolmen du Puech (dolmen no 1)                                                                                 | Dolmen no 1 · Classé MH (1889)                                                                                | Dolmen no 1 : 44° 04′ 38″ N, 2° 53′ 45″ E Dolmen no 2 : 44° 04′ 26″ N, 2° 53′ 51″ E Dolmen no 3 : 44° 04′ 29″ N, 2° 53′ 43″ E Dolmen no 4 : 44° 04′ 26″ N, 2° 53′ 43″ E Dolmen no 5 : 44° 04′ 21″ N, 2° 53′ 46″ E Dolmen no 6 : 44° 04′ 21″ N, 2° 53′ 49″ E |                                               |
| Dolmens de Mongisty                      | Montjaux                                | 11 dolmens | | 44° 06′ 26″ N, 2° 57′ 05″ E 44° 06′ 24″ N, 2° 57′ 05″ E 44° 06′ 12″ N, 2° 56′ 55″ E 44° 06′ 03″ N, 2° 56′ 35″ E 44° 06′ 02″ N, 2° 56′ 34″ E 44° 06′ 32″ N, 2° 56′ 49″ E                                                                                     |                                               |
| Statue-menhir du Mas d'Azaïs             | Montlaur                                | | conservée au musée d'Archéologie nationale                                                                    | copie : 43° 51′ 14″ N, 2° 51′ 11″ E | Statue-menhir (copie) du Mas d'Azaïs          |
| Statues-menhirs de Saumecourte           | Montlaur et Vabres-l'Abbaye             | 3 statues-menhirs | no 1 conservée au musée Fenaille no 2 au château de Montaigut no 3 à la Maison de la Mémoire (Saint-Affrique) | copies : 43° 54′ 05″ N, 2° 51′ 02″ E 43° 54′ 23″ N, 2° 50′ 56″ E | Copie de la statue-menhir de Saumecourte n°1  |
| Dolmen de Gages-le-Haut                  | Montrozier                              | | | 44° 24′ 01″ N, 2° 42′ 10″ E |                                               |
| Dolmens de la Bergerie                   | Montrozier                              | 3 dolmens autre nom : dolmens de la Jasse d'Albory (dolmens no 1 et no 2)                                                           | | 44° 24′ 57″ N, 2° 41′ 54″ E 44° 24′ 56″ N, 2° 42′ 06″ E 44° 25′ 05″ N, 2° 42′ 00″ E |                                               |
| Dolmens des Vayssettes                   | Montrozier                              | 4 dolmens | | 44° 25′ 08″ N, 2° 40′ 29″ E 44° 25′ 14″ N, 2° 40′ 46″ E 44° 25′ 16″ N, 2° 40′ 46″ E 44° 25′ 14″ N, 2° 41′ 10″ E |                                               |
| Dolmen du Bois des Porcs                 | Montsalès                               | | | |                                               |
| Dolmen de L'Homme Mort                   | Montsalès                               | appelé aussi : dolmen de Pauty | | 44° 28′ 50″ N, 1° 57′ 50″ E |                                               |
| Dolmen des Bombes                        | Mostuéjouls                             | appelé aussi : dolmen des Bouscaillous                                                                                              | | 44° 15′ 26″ N, 3° 09′ 31″ E |                                               |
| Dolmen de Combecroze                     | Mostuéjouls                             | | | 44° 14′ 40″ N, 3° 09′ 32″ E |                                               |
| Dolmens de Bellevielle                   | Mostuéjouls                             | 7 dolmens | | |                                               |
| Dolmens de Cèze                          | Mostuéjouls                             | 6 dolmens | | |                                               |
| Dolmens des Serres                       | Mostuéjouls                             | 3 dolmens | | |                                               |
| Statue-menhir du Cros                    | Mounes-Prohencoux                       | | déplacée dans le village du Cros                                                                              | copie : 43° 46′ 57″ N, 2° 50′ 34″ E originale : 43° 46′ 50″ N, 2° 49′ 59″ E | Copie de la statue-menhir du Cros             |
| Statue-menhir de Nougras                 | Mounes-Prohencoux                       | | | 43° 48′ 57″ N, 2° 47′ 39″ E |                                               |
| Statue-menhir du Plo du Mas-Viel         | Mounes-Prohencoux                       | | Inscrit MH (2019)                                                                                             | copie : 43° 49′ 17″ N, 2° 49′ 22″ E | Copie de la statue-menhir du Plo de Mas-Viel  |
| Statue-menhir des Vignals                | Mounes-Prohencoux                       | | Inscrit MH (2019)                                                                                             | |                                               |
| Statues-menhirs de l'Albespy             | Mounes-Prohencoux                       | 3 statues-menhirs | Inscrit MH (2021)                                                                                             | collection privées |                                               |
| Statues-menhirs du Mas-Viel              | Mounes-Prohencoux                       | 3 statues-menhirs | conservées au musée Fenaille de Rodez                                                                         | copies : 43° 48′ 42″ N, 2° 49′ 35″ E 43° 48′ 43″ N, 2° 49′ 38″ E | Copie de la statue-menhir de Mas-Viel n°2     |
| Statues-menhirs du Puech de Nougras      | Mounes-Prohencoux                       | 2 statues-menhirs | Inscrit MH (2019)                                                                                             | conservées chez leur propriétaire |                                               |
| Dolmen de Boutets                        | Muret-le-Château                        | | ruiné | |                                               |
| Dolmens de Bardels                       | Muret-le-Château                        | 5 dolmens | 2 ruinés, 1 détruit                                                                                           | |                                               |
| Dolmens de Goudalle                      | Muret-le-Château                        | 3 dolmens | ruinés | |                                               |
| Dolmens de Vayssière                     | Muret-le-Château                        | 3 dolmens | 2 ruinés, 1 détruit                                                                                           | |                                               |
| Dolmens de la Vitarelle                  | Muret-le-Château et Salles-la-Source    | 5 dolmens | Dolmen no 3 · Inscrit MH (1998)                                                                               | Dolmen no 2 : 44° 28′ 49″ N, 2° 33′ 46″ E Dolmen no 3 : 44° 28′ 49″ N, 2° 33′ 40″ E Dolmen no 4 : 44° 28′ 40″ N, 2° 33′ 42″ E |                                               |
| Dolmen du Baylet                         | Nant                                    | | | 44° 02′ 54″ N, 3° 16′ 51″ E |                                               |
| Dolmen du Couderc                        | Nant                                    | | | 43° 58′ 25″ N, 3° 16′ 54″ E |                                               |
| Dolmen des Cuns                          | Nant                                    | | | 44° 02′ 55″ N, 3° 17′ 02″ E |                                               |
| Dolmen de Féneyret des Liquisses         | Nant                                    | | | 44° 02′ 38″ N, 3° 14′ 42″ E |                                               |
| Dolmen de la Lego                        | Nant                                    | | | 43° 58′ 05″ N, 3° 18′ 41″ E | Dolmen de la Lego                             |
| Dolmen des Places Nord                   | Nant                                    | | | 44° 01′ 20″ N, 3° 13′ 35″ E |                                               |
| Dolmen des Places Sud                    | Nant                                    | | | 44° 01′ 16″ N, 3° 13′ 36″ E |                                               |
| Dolmens de la Baurette                   | Nant et Sauclières                      | 2 dolmens | | 43° 59′ 37″ N, 3° 20′ 13″ E 43° 59′ 38″ N, 3° 20′ 06″ E |                                               |
| Dolmens de la Combe Redonde              | Nant                                    | 4 dolmens | | 43° 57′ 33″ N, 3° 18′ 44″ E 43° 57′ 59″ N, 3° 19′ 57″ E 43° 57′ 49″ N, 3° 20′ 28″ E 43° 57′ 42″ N, 3° 20′ 22″ E | Dolmen n°1 de la Combe Redonde                |
| Dolmen du Causse Naut                    | Naussac                                 | | | 44° 31′ 06″ N, 2° 04′ 48″ E |                                               |
| Pierre Levée                             | Naussac                                 | dolmen | | |                                               |
| Le Cayre                                 | Ols-et-Rinhodes                         | dolmen autre nom : La Glèbe | ruiné | 44° 28′ 00″ N, 1° 55′ 51″ E |                                               |
| Dolmen du Bois Barrat                    | Ols-et-Rinhodes                         | | | |                                               |
| Dolmen du Puech du Dougnou               | Ols-et-Rinhodes                         | | | 44° 27′ 18″ N, 1° 56′ 38″ E |                                               |
| Dolmen du Puech d'Ols                    | Ols-et-Rinhodes                         | autre nom : La Bouye | | 44° 28′ 16″ N, 1° 55′ 35″ E |                                               |
| Dolmens des Agars                        | Ols-et-Rinhodes                         | 3 dolmens | | |                                               |
| Dolmens du Puech Youles                  | Ols-et-Rinhodes                         | 6 dolmens | | |                                               |
| Le Trep                                  | Ols-et-Rinhodes                         | | | |                                               |
| Dolmen des Cinq Pierres                  | Onet-le-Château                         | | | 44° 23′ 12″ N, 2° 31′ 37″ E |                                               |
| Dolmen de Luc 1                          | Palmas d'Aveyron                        | ancienne commune de Palmas | Inscrit MH (1994)                                                                                             | 44° 25′ 00″ N, 2° 49′ 44″ E |                                               |
| Dolmens du Bois des Brebis               | Pierrefiche                             | 3 dolmens | | |                                               |
| Dolmens du Bois des Galinières           | Pierrefiche                             | 2 dolmens | | |                                               |
| Statue-menhir des Cazals                 | Pont-de-Salars                          | | | |                                               |
| Statues-menhirs de Pousthomy             | Pousthomy                               | 2 statues-menhirs | conservées au musée Fenaille de Rodez                                                                         | copies : 43° 51′ 12″ N, 2° 36′ 34″ E 43° 51′ 33″ N, 2° 36′ 57″ E | Statue-menhir de Pousthomy n°2                |
| Dolmen de Lunel                          | Pruines                                 | | | 44° 33′ 13″ N, 2° 28′ 11″ E |                                               |
| Statue-menhir d'Esplas                   | Rebourguil                              | | conservée au château d'Esplas                                                                                 | |                                               |
| Statue-menhir de Serregrand              | Rebourguil                              | | conservée au musée d'Archéologie nationale                                                                    | copie : 43° 53′ 51″ N, 2° 45′ 02″ E | Statue-menhir de Serre-Grand (copie)          |
| Dolmen de Querbes                        | Rivière-sur-Tarn                        | | | |                                               |
| Statue-menhir de Rivière                 | Rivière-sur-Tarn                        | | conservée au musée Fenaille                                                                                   | |                                               |
| Dolmen de la Manserie                    | Rodelle                                 | | détruit | |                                               |
| Dolmen de Recoules                       | Rodelle                                 | | détruit | |                                               |
| Dolmen des Vors                          | Rodelle                                 | | ruiné | |                                               |
| Dolmens de Bedeneaux                     | Rodelle                                 | 4 dolmens | 3 ruinés, 1 détruit                                                                                           | |                                               |
| Dolmens de la Berterie                   | Rodelle                                 | 3 dolmens | 2 ruinés, 1 détruit                                                                                           | |                                               |
| Dolmens de Bezonnes                      | Rodelle                                 | 4 dolmens autre nom : roc de la Françoune (dolmen no 1)                                                                             | Dolmen no 1 · Inscrit MH (1994)                                                                               | 44° 27′ 51″ N, 2° 37′ 53″ E 44° 27′ 23″ N, 2° 38′ 33″ E 44° 27′ 21″ N, 2° 38′ 02″ E 44° 27′ 59″ N, 2° 37′ 53″ E |                                               |
| Dolmens de Dalmayrac                     | Rodelle                                 | 3 dolmens | 2 ruinés, 1 détruit                                                                                           | |                                               |
| Dolmens de la Goudalie                   | Rodelle                                 | 2 dolmens | ruinés | |                                               |
| Dolmens de Ledenac                       | Rodelle                                 | 2 dolmens | ruinés | 44° 28′ 18″ N, 2° 38′ 05″ E |                                               |
| Dolmens de la Mascrie                    | Rodelle                                 | 4 dolmens | 1 ruiné, 3 détruits                                                                                           | |                                               |
| Dolmen du Sot                            | La Roque-Sainte-Marguerite              | | | 44° 05′ 13″ N, 3° 13′ 32″ E |                                               |
| Menhir de Pierrefiche du Larzac          | La Roque-Sainte-Marguerite              | autre nom : calvaire de la Plaine                                                                                                   | | 44° 06′ 00″ N, 3° 13′ 09″ E |                                               |
| Menhir de Peyre-Fioc                     | Roquefort-sur-Soulzon                   | | | 43° 57′ 27″ N, 2° 59′ 41″ E |                                               |
| Dolmen du Puech de Touron                | La Rouquette                            | | | |                                               |
| Dolmen de Crassous                       | Saint-Affrique                          | | | 43° 59′ 41″ N, 2° 53′ 24″ E |                                               |
| Dolmen du Lavagnol                       | Saint-Affrique                          | | | 43° 55′ 30″ N, 2° 56′ 47″ E |                                               |
| Dolmen de Pinsac                         | Saint-Affrique                          | | | 43° 58′ 30″ N, 2° 50′ 49″ E |                                               |
| Dolmen du Puech Ibilié                   | Saint-Affrique                          | | | 43° 59′ 38″ N, 2° 52′ 55″ E |                                               |
| Dolmen du Puech Majou                    | Saint-Affrique                          | | | 43° 57′ 29″ N, 2° 55′ 18″ E |                                               |
| Dolmen de Tièrgues                       | Saint-Affrique                          | | Classé MH (1889)                                                                                              | 43° 59′ 50″ N, 2° 55′ 30″ E |                                               |
| Dolmens de Boussac                       | Saint-Affrique                          | 2 dolmens autre nom : dolmen des Faydunes (Boussac est)                                                                             | | 43° 59′ 28″ N, 2° 52′ 00″ E 43° 59′ 19″ N, 2° 52′ 34″ E | Boussac ouest                                 |
| Dolmens de Galtery                       | Saint-Affrique                          | 2 dolmens | | 43° 57′ 12″ N, 2° 54′ 34″ E 43° 57′ 08″ N, 2° 54′ 17″ E |                                               |
| Dolmens de Pilande                       | Saint-Affrique                          | 2 dolmens | | 43° 55′ 55″ N, 2° 54′ 11″ E 43° 55′ 54″ N, 2° 54′ 10″ E |                                               |
| Menhir du Puech Capelle                  | Saint-Affrique                          | | | 43° 58′ 06″ N, 2° 49′ 37″ E |                                               |
| Statue-menhir de Bancanel                | Saint-Affrique                          | | | copie : 43° 59′ 56″ N, 2° 45′ 59″ E | Statue-menhir de Bancanel (copie)             |
| Statue-menhir de Bournac                 | Saint-Affrique                          | | | copie : 43° 59′ 00″ N, 2° 47′ 46″ E | Statue-menhir de Bournac (copie)              |
| Dolmen et menhir de la Serre del Cabrie  | Saint-André-de-Vézines                  | | | Dolmen : 44° 08′ 28″ N, 3° 18′ 27″ E Menhir : 44° 08′ 37″ N, 3° 18′ 44″ E |                                               |
| Dolmen de la Plaine                      | Saint-André-de-Vézines                  | | | 44° 08′ 17″ N, 3° 15′ 40″ E |                                               |
| Dolmen du Puech Moulès                   | Saint-André-de-Vézines                  | | | 44° 07′ 49″ N, 3° 17′ 23″ E |                                               |
| Dolmen de la Serre de Peyrefioc          | Saint-André-de-Vézines                  | | | 44° 08′ 18″ N, 3° 18′ 40″ E |                                               |
| Quille du Géant                          | Saint-André-de-Vézines                  | menhir | | 44° 09′ 32″ N, 3° 17′ 42″ E |                                               |
| Tombe du Géant                           | Saint-André-de-Vézines                  | | | 44° 08′ 13″ N, 3° 18′ 06″ E |                                               |
| Dolmen de Barruques                      | Saint-Beauzély                          | | | 44° 09′ 08″ N, 2° 57′ 46″ E |                                               |
| Dolmen de Roquecanude                    | Saint-Beauzély                          | | détruit ? | 44° 10′ 45″ N, 3° 00′ 18″ E |                                               |
| Dolmen de la Tacherie                    | Saint-Beauzély                          | | | 44° 10′ 45″ N, 3° 00′ 18″ E |                                               |
| Dolmens d'Azinières                      | Saint-Beauzély                          | 5 dolmens autre nom : dolmen de Bonnéviale (dolmen no 2)                                                                            | 3 disparus (no 1, 4 et 5)                                                                                     | 44° 09′ 26″ N, 3° 00′ 24″ E 44° 08′ 57″ N, 2° 58′ 59″ E |                                               |
| Statue-menhir de la Jasse de Comberoumal | Saint-Beauzély                          | | | |                                               |
| Dolmens de Mascourbe                     | Saint-Félix-de-Sorgues                  | 3 dolmens | | Dolmen no 1 : 43° 54′ 31″ N, 3° 00′ 11″ E : Dolmen no 2 43° 54′ 29″ N, 3° 00′ 12″ E Dolmen no 3 : 43° 54′ 31″ N, 3° 00′ 15″ E |                                               |
| Dolmens et menhir du Puech del Pous      | Saint-Georges-de-Luzençon               | 3 dolmens, 1 menhir | | Dolmen no 1 : 44° 02′ 44″ N, 3° 02′ 42″ E Dolmen no 2 : 44° 02′ 42″ N, 3° 03′ 06″ E Dolmen no 3 : 44° 02′ 43″ N, 3° 02′ 53″ E Menhir : 44° 02′ 41″ N, 3° 02′ 54″ E                                                                                          |                                               |
| Menhir de la Côte de Labro               | Saint-Georges-de-Luzençon               | | | 44° 02′ 30″ N, 3° 02′ 26″ E |                                               |
| Menhir des Crottes                       | Saint-Georges-de-Luzençon               | | | 44° 03′ 44″ N, 3° 01′ 20″ E |                                               |
| Statues-menhirs des Ardaliès             | Saint-Izaire                            | 9 statues-menhirs | Inscrit MH (2019)                                                                                             | copies : 43° 57′ 47″ N, 2° 43′ 47″ E | Statues-menhirs des Ardaliès (copies)         |
| Dolmen de la Cave del Rey                | Saint-Jean-d'Alcapiès                   | | | 43° 56′ 14″ N, 2° 57′ 25″ E |                                               |
| Dolmen de Gaoudaret                      | Saint-Jean-d'Alcapiès                   | | | 43° 56′ 35″ N, 2° 58′ 07″ E |                                               |
| Dolmen du Panel                          | Saint-Jean-d'Alcapiès                   | | | 43° 57′ 02″ N, 2° 57′ 16″ E |                                               |
| Dolmens de Farrioles                     | Saint-Jean-d'Alcapiès                   | 2 dolmens | | 43° 56′ 21″ N, 2° 56′ 52″ E 43° 56′ 16″ N, 2° 57′ 01″ E |                                               |
| Dolmen de Barjac,                        | Saint-Jean-du-Bruel                     | | | 44° 03′ 17″ N, 3° 21′ 53″ E |                                               |
| Menhirs de Barjac                        | Saint-Jean-du-Bruel Causse-Bégon        | 2 menhirs, | | 44° 03′ 11″ N, 3° 21′ 33″ E 44° 03′ 06″ N, 3° 21′ 25″ E |                                               |
| Menhirs de la Plaine-des-Baldits         | Saint-Jean-du-Bruel                     | 2 menhirs | | 44° 02′ 59″ N, 3° 21′ 05″ E 44° 02′ 59″ N, 3° 21′ 04″ E |                                               |
| Tombeau du Géant                         | Saint-Jean-du-Bruel                     | dolmen | | 44° 02′ 59″ N, 3° 20′ 53″ E |                                               |
| Dolmen des Agastous                      | Saint-Jean-et-Saint-Paul                | | | 43° 54′ 44″ N, 3° 01′ 36″ E |                                               |
| Dolmen de la Vialette                    | Saint-Jean-et-Saint-Paul                | | | 43° 55′ 46″ N, 3° 04′ 49″ E |                                               |
| Statue-menhir de la Liquière-Haute       | Saint-Juéry                             | | Inscrit MH (2019)                                                                                             | |                                               |
| Menhir du Puech                          | Saint-Laurent-de-Lévézou                | | détruit | |                                               |
| Dolmen de la Baldare                     | Saint-Léons                             | | Inscrit MH (1994)                                                                                             | 44° 13′ 00″ N, 2° 58′ 22″ E |                                               |
| Dolmen de la Baumette                    | Saint-Léons                             | | | 44° 12′ 16″ N, 3° 00′ 05″ E |                                               |
| Dolmen de Combuéjouls                    | Saint-Léons                             | | | 44° 12′ 24″ N, 2° 58′ 14″ E |                                               |
| Dolmen de la Glène                       | Saint-Léons                             | autre nom : dolmen de Peyrelevade n°1                                                                                               | | 44° 13′ 06″ N, 3° 00′ 36″ E |                                               |
| Dolmen du Mas de Poumous                 | Saint-Léons                             | | | 44° 11′ 52″ N, 3° 00′ 34″ E |                                               |
| Dolmen du Puech Bouyssou                 | Saint-Léons                             | | | 44° 13′ 08″ N, 2° 59′ 46″ E |                                               |
| Dolmen du Viala                          | Saint-Léons                             | | | 44° 11′ 58″ N, 3° 00′ 03″ E |                                               |
| Dolmen des Trois-Communes                | Saint-Martin-de-Lenne                   | | | 44° 25′ 27″ N, 2° 56′ 25″ E |                                               |
| Dolmens de Laumière                      | Saint-Rome-de-Cernon                    | 4 dolmens | | 44° 00′ 01″ N, 2° 57′ 56″ E 44° 00′ 01″ N, 2° 57′ 53″ E 44° 00′ 04″ N, 2° 57′ 47″ E 43° 59′ 32″ N, 2° 57′ 04″ E |                                               |
| Dolmen d'Auriac                          | Saint-Rome-de-Tarn                      | | | 44° 02′ 47″ N, 2° 54′ 41″ E |                                               |
| Dolmen de la Borie Blanque               | Saint-Rome-de-Tarn                      | | | 44° 01′ 04″ N, 2° 52′ 29″ E | Dolmen de la Borie Blanque                    |
| Dolmen du Casse                          | Saint-Rome-de-Tarn                      | | détruit | |                                               |
| Dolmen de Font-Réal                      | Saint-Rome-de-Tarn                      | | | 44° 01′ 06″ N, 2° 53′ 07″ E |                                               |
| Dolmen de Taurine                        | Saint-Rome-de-Tarn                      | | | 44° 01′ 10″ N, 2° 55′ 07″ E |                                               |
| Dolmen des Tourelles                     | Saint-Rome-de-Tarn                      | | | 44° 00′ 30″ N, 2° 51′ 20″ E |                                               |
| Dolmen de Rans                           | Saint-Saturnin-de-Lenne                 | | | 44° 24′ 28″ N, 2° 59′ 19″ E |                                               |
| Dolmen de Tarnesque                      | Saint-Saturnin-de-Lenne                 | | | |                                               |
| Dolmens de Lestang                       | Saint-Saturnin-de-Lenne                 | 2 dolmens | | 44° 24′ 38″ N, 3° 01′ 35″ E 44° 24′ 21″ N, 3° 01′ 43″ E |                                               |
| Dame de Saint-Sernin                     | Saint-Sernin-sur-Rance                  | statue-menhir | conservée au musée Fenaille de Rodez                                                                          | 43° 53′ 00″ N, 2° 36′ 15″ E | Dame de Saint-Sernin                          |
| Statue-menhir de Boutaran                | Saint-Sernin-sur-Rance                  | | Inscrit MH (2019)                                                                                             | copie : 43° 52′ 14″ N, 2° 37′ 53″ E | Statue-menhir de Boutaran                     |
| Statue-menhir de Nicoules                | Saint-Sever-du-Moustier                 | | conservée au musée Fenaille de Rodez                                                                          | 43° 46′ 01″ N, 2° 40′ 14″ E | Statue-menhir de Nicoules                     |
| Dolmen de la Fontubière n°2              | Sainte-Eulalie-de-Cernon                | cf. Viala-du-Pas-de-Jaux | | 43° 57′ 47″ N, 3° 05′ 44″ E | Dolmen de la Fontubière n°2                   |
| Dolmen de Peyraube                       | Sainte-Eulalie-de-Cernon                | | | 43° 57′ 39″ N, 3° 08′ 46″ E | Dolmen de Peyraube                            |
| Dolmen de Rafènes                        | Sainte-Eulalie-de-Cernon                | | | 43° 59′ 00″ N, 3° 06′ 45″ E | Dolmen de Rafènes                             |
| Dolmen de Bouzinhac                      | Sainte-Radegonde                        | | | 44° 19′ 01″ N, 2° 37′ 31″ E |                                               |
| Dolmen de la Garrigue                    | Sainte-Radegonde                        | | | 44° 19′ 16″ N, 2° 38′ 49″ E |                                               |
| Dolmen du Planard                        | Sainte-Radegonde                        | | | 44° 18′ 35″ N, 2° 37′ 43″ E |                                               |
| Dolmen de la Viguerie                    | Salles-Courbatiès                       | | | 44° 29′ 53″ N, 2° 03′ 57″ E |                                               |
| Dolmen du Mas Roucous                    | Salles-Curan                            | | | 44° 07′ 32″ N, 2° 49′ 37″ E |                                               |
| Dolmen du Toumbarel                      | Salles-Curan                            | autre nom dolmen du Cambon | | 44° 07′ 14″ N, 2° 48′ 43″ E |                                               |
| Dolmen de la Bergerie                    | Salles-la-Source                        | | ruiné | |                                               |
| Dolmen de Billorgues                     | Salles-la-Source                        | | ruiné | |                                               |
| Dolmen de la Borie                       | Salles-la-Source                        | | ruiné | |                                               |
| Dolmen de la Borie de Cadayrac           | Salles-la-Source                        | | ruiné | |                                               |
| Dolmen de Cérès                          | Salles-la-Source                        | | ruiné | |                                               |
| Dolmen de Frontignan                     | Salles-la-Source                        | | détruit | |                                               |
| Dolmen du Genevrier                      | Salles-la-Source                        | autre nom dolmen de Nauquiès | Classé MH (1889)                                                                                              | 44° 27′ 30″ N, 2° 29′ 50″ E |                                               |
| Dolmen de la Jasse Rouge                 | Salles-la-Source                        | | ruiné | |                                               |
| Dolmen de la Mine                        | Salles-la-Source                        | | ruiné | |                                               |
| Dolmen de Musée                          | Salles-la-Source                        | | ruiné | |                                               |
| Dolmen de Ronnes                         | Salles-la-Source                        | | ruiné | |                                               |
| Dolmen de la Route                       | Salles-la-Source                        | | détruit | |                                               |
| Dolmen de Saint-Antonin                  | Salles-la-Source                        | autres noms dolmen de Mondalazac, dolmen de Farrals                                                                                 | Classé MH (1989)                                                                                              | 44° 28′ 30″ N, 2° 32′ 11″ E |                                               |
| Dolmen de la Sale                        | Salles-la-Source                        | | détruit | |                                               |
| Dolmen de Sanhes                         | Salles-la-Source                        | | ruiné | |                                               |
| Dolmen de Vaissiérous                    | Salles-la-Source                        | | ruiné | 44° 27′ 35″ N, 2° 35′ 12″ E |                                               |
| Dolmen de la Vayssière                   | Salles-la-Source                        | | ruiné | |                                               |
| Dolmens de Bennac                        | Salles-la-Source                        | 7 dolmens | 4 détruits | 44° 25′ 22″ N, 2° 33′ 00″ E 44° 25′ 19″ N, 2° 33′ 09″ E |                                               |
| Dolmens de la Borie du Colombier         | Salles-la-Source                        | 2 dolmens | ruinés | |                                               |
| Dolmens de Cadayrac                      | Salles-la-Source                        | 3 dolmens | ruinés | |                                               |
| Dolmens de la Campie                     | Salles-la-Source                        | 3 dolmens | 2 détruits, 1 ruiné                                                                                           | |                                               |
| Dolmens de Caramel                       | Salles-la-Source                        | 3 dolmens | ruinés | |                                               |
| Dolmens de Cornelach                     | Salles-la-Source                        | 3 dolmens | 2 détruits, 1 ruiné                                                                                           | |                                               |
| Dolmens de la Limouze                    | Salles-la-Source                        | 2 dolmens | ruinés | |                                               |
| Dolmens du Mas Mignon                    | Salles-la-Source                        | 3 dolmens | 2 ruinés, 1 détruit                                                                                           | |                                               |
| Dolmens de Mazut                         | Salles-la-Source                        | 2 dolmens | ruinés | |                                               |
| Dolmens de Pérignagol                    | Salles-la-Source                        | 2 dolmens autre nom dolmen de Seveyrac (dolmen no 2)                                                                                | Dolmen no 1 · Inscrit MH (1994) · Dolmen no 2 · Inscrit MH (1997)                                             | 44° 25′ 29″ N, 2° 27′ 55″ E 44° 25′ 45″ N, 2° 28′ 01″ E |                                               |
| Dolmens de Périnhac                      | Salles-la-Source                        | 2 dolmens | ruinés | |                                               |
| Dolmens de Peyrelevade                   | Salles-la-Source                        | 5 dolmens autre nom dolmens du Montaubert                                                                                           | Dolmen no 1 · Inscrit MH (1993)3 ruinés, 1 détruit                                                            | 44° 27′ 25″ N, 2° 32′ 11″ E 44° 27′ 20″ N, 2° 32′ 11″ E 44° 27′ 25″ N, 2° 32′ 11″ E |                                               |
| Dolmens de Solsac                        | Salles-la-Source                        | 2 dolmens | ruinés | |                                               |
| Dolmens de Trinquiès                     | Salles-la-Source                        | 2 dolmens | 1 ruiné, 1 détruit                                                                                            | |                                               |
| Dolmens des Vézinies                     | Salles-la-Source                        | 5 dolmens | Inscrit MH (1997)                                                                                             | 44° 26′ 07″ N, 2° 31′ 30″ E |                                               |
| Dolmen du Cloup de Cubèles               | Salvagnac-Cajarc                        | | | 44° 28′ 00″ N, 1° 52′ 52″ E |                                               |
| Dolmen du Mas de Lavencat                | Salvagnac-Cajarc                        | | | 44° 27′ 38″ N, 1° 51′ 43″ E |                                               |
| Statue-menhir du Rech                    | La Salvetat-Peyralès                    | | Inscrit MH (2020)                                                                                             | exposée dans la médiathèque |                                               |
| Dolmen de Baume Sauclières               | Sauclières                              | | | 43° 59′ 03″ N, 3° 21′ 00″ E |                                               |
| Dolmen du Pouget                         | Sauclières                              | | | 43° 57′ 44″ N, 3° 20′ 54″ E |                                               |
| Dolmen du Roc del Fadat                  | Sauclières                              | | | 43° 58′ 31″ N, 3° 20′ 55″ E |                                               |
| Menhir de Peyrelade                      | Sauclières                              | | | 44° 00′ 10″ N, 3° 26′ 37″ E |                                               |
| Dolmen d'Estrabols                       | Saujac                                  | autre nom : dolmen du Mazuc | | 44° 27′ 53″ N, 1° 54′ 31″ E |                                               |
| Dolmen des Igues                         | Saujac                                  | | | |                                               |
| Dolmen des Salinières                    | Saujac                                  | | | |                                               |
| Dolmen de Campeyroux                     | Sébazac-Concourès                       | | ruiné | 44° 25′ 07″ N, 2° 39′ 18″ E |                                               |
| Dolmen de Cardenouse                     | Sébazac-Concourès                       | | ruiné | |                                               |
| Dolmen de la Devèze des Bœufs            | Sébazac-Concourès                       | | ruiné | |                                               |
| Dolmen des Frachives                     | Sébazac-Concourès                       | | ruiné | |                                               |
| Dolmen de Peyre Stèbe                    | Sébazac-Concourès                       | | ruiné | |                                               |
| Dolmen du Puech de Pal                   | Sébazac-Concourès                       | | détruit | |                                               |
| Dolmen du Puech Roussel                  | Sébazac-Concourès                       | | ruiné | |                                               |
| Dolmen du Puech del Triou                | Sébazac-Concourès                       | | ruiné | |                                               |
| Dolmen de los Sanhos                     | Sébazac-Concourès                       | | ruiné | |                                               |
| Dolmen de Sébazac                        | Sébazac-Concourès                       | | détruit | |                                               |
| Dolmen de Tindoul                        | Sébazac-Concourès                       | | ruiné | |                                               |
| Dolmens de Campagnac                     | Sébazac-Concourès                       | 2 dolmens | ruinés | |                                               |
| Dolmens d'Onet l'Église                  | Sébazac-Concourès                       | 2 dolmens | ruinés | |                                               |
| Dolmens de Puech Camp                    | Sébazac-Concourès                       | 8 dolmens | ruinés | 44° 25′ 52″ N, 2° 34′ 54″ E 44° 25′ 16″ N, 2° 34′ 47″ E |                                               |
| Dolmens de Rigalde                       | Sébazac-Concourès                       | 3 dolmens | ruinés | |                                               |
| Statue-menhir d'Anglas                   | La Serre                                | | disparue | copie : 43° 53′ 04″ N, 2° 40′ 40″ E | Statue-menhir d'Anglas (copie)                |
| Statue-menhir de Monteils                | La Serre                                | | conservée au siège de la société archéologique du Midi de la France                                           | copie : 43° 53′ 40″ N, 2° 37′ 37″ E | Statue-menhir de Monteils (copie)             |
| Dolmen de la Calsade                     | Sévérac d'Aveyron                       | ancienne commune de Sévérac-le-Château                                                                                              | | |                                               |
| Dolmen de Courry                         | Sévérac d'Aveyron                       | ancienne commune de Lavernhe | | |                                               |
| Dolmen de Favars                         | Sévérac d'Aveyron                       | ancienne commune de Lavernhe | | 44° 17′ 35″ N, 3° 00′ 52″ E |                                               |
| Dolmen de Galitorte                      | Sévérac d'Aveyron                       | ancienne commune de Buzeins | Classé MH (1889)                                                                                              | 44° 22′ 39″ N, 2° 59′ 13″ E |                                               |
| Dolmen de Peyrelevade                    | Sévérac d'Aveyron                       | ancienne commune de Sévérac-le-Château autre nom : dolmen de Recoules-de-L'Hom                                                      | | 44° 16′ 26″ N, 3° 07′ 29″ E |                                               |
| Dolmen des Salles                        | Sévérac d'Aveyron                       | ancienne commune de Lapanouse | | 44° 20′ 12″ N, 3° 02′ 48″ E |                                               |
| Dolmen du Samonta                        | Sévérac d'Aveyron                       | ancienne commune de Sévérac-le-Château                                                                                              | | |                                               |
| Dolmen de Sermeillets                    | Sévérac d'Aveyron                       | ancienne commune de Sévérac-le-Château                                                                                              | | 44° 17′ 56″ N, 3° 05′ 36″ E |                                               |
| Dolmen de Sirandels                      | Sévérac d'Aveyron                       | ancienne commune de Buzeins autres noms : dolmen de Rouqies, dolmen de Restous                                                      | | 44° 21′ 33″ N, 2° 58′ 37″ E |                                               |
| Dolmen de Varès                          | Sévérac d'Aveyron                       | ancienne commune de Recoules-Prévinquières                                                                                          | | |                                               |
| Dolmens d'Altès                          | Sévérac d'Aveyron                       | ancienne commune de Sévérac-le-Château 2 dolmens                                                                                    | | |                                               |
| Dolmens de Bellas                        | Sévérac d'Aveyron                       | ancienne commune de Sévérac-le-Château 2 dolmens                                                                                    | détruits | |                                               |
| Dolmens de Buzareingues                  | Sévérac d'Aveyron                       | ancienne commune de Buzeins 2 dolmens                                                                                               | | 44° 22′ 12″ N, 2° 59′ 56″ E 44° 22′ 15″ N, 3° 00′ 10″ E |                                               |
| Dolmens de Cornuéjouls                   | Sévérac d'Aveyron                       | ancienne commune de Lapanouse 2 dolmens                                                                                             | le dolmen n°2 a été reconstruit à 1 km de son emplacement d'origine                                           | 44° 21′ 18″ N, 2° 59′ 48″ E 44° 21′ 22″ N, 2° 59′ 54″ E |                                               |
| Dolmens de Montaliés                     | Sévérac d'Aveyron                       | ancienne commune de Sévérac-le-Château 2 dolmens                                                                                    | | 44° 17′ 10″ N, 3° 05′ 09″ E |                                               |
| Dolmens de Novis                         | Sévérac d'Aveyron                       | ancienne commune de Sévérac-le-Château 7 dolmens                                                                                    | 2 détruits | |                                               |
| Dolmens de Saint-Amans-de-Varès          | Sévérac d'Aveyron                       | ancienne commune de Recoules-Prévinquières 2 dolmens                                                                                | | 44° 20′ 54″ N, 2° 56′ 25″ E 44° 21′ 02″ N, 2° 56′ 37″ E |                                               |
| Dolmens de Surguières                    | Sévérac d'Aveyron                       | ancienne commune de Buzeins 5 dolmens + 1 probable                                                                                  | un dolmen Classé MH (1933)                                                                                    | 44° 22′ 16″ N, 2° 55′ 56″ E 44° 22′ 09″ N, 2° 56′ 02″ E 44° 22′ 06″ N, 2° 56′ 22″ E 44° 22′ 15″ N, 2° 56′ 46″ E |                                               |
| Menhir de Pierrefiche                    | Sonnac                                  | autre nom : Peyroficado | | 44° 32′ 58″ N, 2° 07′ 29″ E |                                               |
| Statue-menhir de Tauriac                 | Tauriac-de-Camarès                      | | conservée au musée Fenaille                                                                                   | copie : 43° 47′ 04″ N, 3° 01′ 59″ E |                                               |
| Dolmen de Coste Plane                    | Tournemire                              | | | 43° 58′ 44″ N, 3° 02′ 16″ E | Dolmen de Coste Plane                         |
| Dolmen de Reynès                         | Le Truel                                | | détruit | 44° 04′ 02″ N, 2° 44′ 01″ E |                                               |
| Statue-menhir de Brengues                | Le Truel                                | | perdue | |                                               |
| Dolmens des Truffières                   | Vailhourles                             | 2 dolmens | | |                                               |
| Dolmen de Lassilinie                     | Valady                                  | | | |                                               |
| Dolmen de Bécours                        | Verrières                               | | | 44° 14′ 12″ N, 3° 02′ 02″ E |                                               |
| Dolmen de la Blaquière                   | Verrières                               | | | 44° 13′ 18″ N, 3° 01′ 58″ E |                                               |
| Dolmen de Larquinel                      | Verrières                               | | | 44° 14′ 21″ N, 3° 02′ 06″ E |                                               |
| Dolmen de la Souque                      | Verrières                               | | | 44° 14′ 21″ N, 3° 03′ 13″ E |                                               |
| Dolmen de la Vayssière                   | Verrières                               | autre nom : dolmen de Randelle dolmen probable                                                                                      | | |                                               |
| Dolmens de Bel-Air                       | Verrières                               | 2 dolmens | | 44° 14′ 58″ N, 3° 02′ 41″ E 44° 14′ 56″ N, 3° 02′ 32″ E |                                               |
| Dolmens de Mialas                        | Verrières                               | 2 dolmens | 1 détruit | 44° 14′ 19″ N, 3° 03′ 55″ E |                                               |
| Dolmens de Verrières                     | Verrières                               | 2 dolmens | 1 disparu | 44° 11′ 58″ N, 3° 03′ 08″ E |                                               |
| Dolmens de Vézouillac                    | Verrières                               | 6 dolmens | 2 disparus | 44° 13′ 19″ N, 3° 05′ 35″ E |                                               |
| Dolmen de Cabanis                        | Versols-et-Lapeyre                      | | | 43° 55′ 05″ N, 2° 57′ 14″ E |                                               |
| Dolmen d'Hermilix                        | Versols-et-Lapeyre                      | | | 43° 54′ 52″ N, 2° 56′ 38″ E |                                               |
| Dolmen du Plos du Devez                  | Versols-et-Lapeyre                      | | | 43° 54′ 19″ N, 2° 55′ 49″ E |                                               |
| Dolmen de Sayssou                        | Versols-et-Lapeyre                      | | | 43° 54′ 35″ N, 2° 56′ 53″ E |                                               |
| Dolmens de Nissac                        | Versols-et-Lapeyre                      | 2 dolmens | | 43° 55′ 05″ N, 2° 55′ 51″ E 43° 55′ 03″ N, 2° 55′ 53″ E |                                               |
| Dolmen et menhir du Luc                  | Veyreau                                 | | | 44° 10′ 56″ N, 3° 21′ 46″ E 44° 10′ 58″ N, 3° 21′ 55″ E |                                               |
| Dolmen du Serre de Pellalergues          | Veyreau                                 | | | 44° 11′ 35″ N, 3° 19′ 56″ E |                                               |
| Menhir d'Aluech                          | Veyreau                                 | menhir christianisé | | 44° 09′ 53″ N, 3° 20′ 16″ E |                                               |
| Menhir de la Bartasserie                 | Veyreau                                 | | | 44° 10′ 50″ N, 3° 14′ 57″ E |                                               |
| Menhir du Sabot                          | Veyreau                                 | | | |                                               |
| Menhirs de Bré                           | Veyreau                                 | 2 menhirs | | 44° 11′ 23″ N, 3° 21′ 20″ E |                                               |
| Menhir de Beauregard                     | Vézins-de-Lévézou                       | menhir ? | | 44° 18′ 57″ N, 2° 55′ 57″ E |                                               |
| Dolmen des Fadarelles                    | Viala-du-Pas-de-Jaux                    | | | 43° 58′ 11″ N, 3° 02′ 41″ E | Dolmen des Fadarelles                         |
| Dolmen de Tournemire                     | Viala-du-Pas-de-Jaux                    | | totalement ruiné                                                                                              | 43° 58′ 28″ N, 3° 02′ 16″ E | Dolmen de Tournemire                          |
| Dolmens de la Fontubière                 | Viala-du-Pas-de-Jaux                    | 4 dolmens | | 43° 57′ 41″ N, 3° 05′ 31″ E 43° 57′ 49″ N, 3° 05′ 36″ E 43° 57′ 55″ N, 3° 05′ 37″ E | Dolmen de la Fontubière n°1                   |
| Menhir de Loublacas                      | Viala-du-Pas-de-Jaux                    | menhir ? | | 43° 58′ 23″ N, 3° 03′ 12″ E | Menhir de Loublacas                           |
| Dolmen de Cazarède                       | Viala-du-Tarn                           | | Inscrit MH (1997)                                                                                             | 44° 04′ 35″ N, 2° 50′ 04″ E |                                               |
| Dolmen dit la Peyre Levade               | Viala-du-Tarn                           | autre nom : dolmen de Ladepeyre | | 44° 05′ 44″ N, 2° 48′ 41″ E |                                               |
| Dolmens de Candadès                      | Viala-du-Tarn                           | 2 dolmens | | 44° 06′ 36″ N, 2° 51′ 18″ E 44° 06′ 26″ N, 2° 51′ 34″ E |                                               |
| Dolmens de la Bétouille                  | Villefranche-de-Panat                   | 3 dolmens 1 probable | 1 détruit | 44° 04′ 17″ N, 2° 42′ 52″ E |                                               |
| Dolmen des Grèzes                        | Villeneuve                              | | | |                                               |
| Dolmens du Causse                        | Villeneuve                              | 2 dolmens | | |                                               |
| Le Rey                                   | Villeneuve                              | dolmen autre nom : Le Mazet | | |                                               |
| Tombe de l'Homme                         | Villeneuve                              | dolmen | | |                                               |
| Tombeau des Géants                       | Villeneuve                              | dolmen | | |                                               |
| Dolmen d'Aguès                           | Vimenet                                 | | | 44° 24′ 03″ N, 2° 57′ 58″ E |                                               |